# Gimena Landra
María Gimena Landra (Viale, 27 settembre 1983) è un'ex cestista argentina.
È la sorella di Constanza Landra.

## Carriera
Con l'Argentina ha disputato i Campionati mondiali del 2006 e due edizioni dei Campionati americani (2005, 2007).